# 山瑞鳖
山瑞鱉（學名：Palea steindachneri），別名甲魚、瑞魚、山瑞、團魚。生活在山區的河流、山澗、溪流和水潭中，常到岸邊和草地中覓食。食物包括螺、蝦、魚、蛙及水草。山瑞與鱉、黿等鱉科物種的主要分別山瑞頸部兩則有大團瘰疣，而鱉、黿等則無。本只分布於亞洲，現已引進夏威夷及毛里求斯。

## 保育狀況
- 其被列為《瀕危野生動植物種國際貿易公約》附錄二的物種，被限制出口及貿易。
- 中國國家二級保護動物。